# Nyquist (Programmiersprache)
Nyquist ist eine Programmiersprache für Klangsynthese und -analyse, die auf der Lisp-Variante XLISP basiert.
Die Programmiersprache und der Interpreter wurden von Roger B. Dannenberg an der Carnegie Mellon University geschrieben, die Entwicklung wurde von Yamaha und IBM unterstützt.
Mit Nyquist erzeugt der Programmierer durch die Kombination von Funktionen Musikinstrumente, mit denen Töne generiert werden können. Einfache Ausdrücke können kombiniert werden, um ganze Kompositionen zu kreieren. Weiterhin lassen sich verschiedene andere Arten von musikalischen und nichtmusikalischen Klängen erzeugen.
Der Nyquist-Interpreter kann Sound-, MIDI- und textbasierte Adagiodateien lesen und schreiben. Auf vielen Plattformen kann auch eine direkte Ausgabe in Echtzeit generiert werden. Die Open-Source-Software Audacity besitzt eine Nyquist-Schnittstelle zur Erstellung von Plug-ins.
Ein Unterschied zwischen Nyquist und dem traditionelleren MUSIC-N ist, dass Nyquist Synthesefunktionen nicht von Spurfunktionen trennt. Zum Beispiel besteht Csound aus zwei Sprachen, von denen eine zur Erstellung von „Orchestern“ und die andere zum Schreiben von „scores“ bestimmt ist. In Nyquist werden diese beiden Bereiche vereint.
Nyquist ist lauffähig unter Linux und anderen Unix-Derivaten sowie Mac OS und Microsoft Windows.